# James Duncan
James Henry "Jim" Duncan (Nova York, 25 de setembre de 1887 – 21 de gener de 1955) va ser un atleta estatunidenc, especialista en el llançament de disc, que va competir a començaments del segle xx. Durant la Primera Guerra Mundial arribà al rang de tinent amb l'exèrcit dels Estats Units.
Duncan va ser el primer posseïdor oficial del rècord del món de llançament de disc. El 26 de maig de 1912 llançà el disc amb la mà dreta a 156 peus 1¾ polzades (47,59 metres) a Celtic Park, Queens, Nova York. El mateix dia llançà el disc a 96 peus 7.5 polzades amb la mà esquerra, millorant el rècord del món combinat per a les dues mans amb una distància de 252 peus i 8 7/8 polzades. Aquest llançament va ser reconegut per l'IAAF i fou inclòs en el primer llistat de rècords el 1912.
El 1912 va prendre part en els Jocs Olímpics d'Estocolm, on va disputar dues proves del programa d'atletisme. En el llançament de disc guanyà la medalla de bronze i en el llançament de disc a dues mans fou cinquè.
Duncan fou tinent de l'exèrcit dels Estats Units durant la Primera Guerra Mundial, servint a l'11a Companyia d'Enginyers. Després d'acabar el seu servei a l'Exèrcit es va quedar a França, on es casà amb una francesa i va obrir un gimnàs a París. També va ser el cuidant i administrador del cementiri militar nord-americà de Suresnes, prop de París.
El 1920 se li va oferir el lloc d'entrenador dels atletes francesos per als Jocs Olímpics de 1920 a Anvers.
Duncan va ser ferit de gravetat el 1932, quan en un aparent intent de suïcidi, es va disparar tres vegades. Va morir el 21 de gener de 1955.